# Ping (it)
 For alternative betydninger, se Ping. (Se også artikler, som begynder med Ping)
Ping er et netværksværktøj til at teste, om en given vært er tilgængelig via et IP-netværk. Princippet i ping, som blot er et program, der medfølger de mest almindelige styresystemer er at måle den tid, det tager at sende en pakke frem og tilbage mellem to enheder på et netværk, som regel internettet. På engelsk er denne "frem og tilbage tid" også kendt som Round-trip delay time (RTT). Ping virker ved at sende ICMP "echo request" pakker til en specificeret host, hvorefter det venter på ICMP "echo response" svar. Ping måler desuden også tab af pakker (Packet loss), og giver et visuelt output med statistik, ofte i en terminal.

## Eksempel
Følgende er et eksempel på output af ping.exe med en pingforespørgsel til da.wikipedia.org i Windows 10 via en windows kommandoprompt.
```
C:\>ping da.wikipedia.org

Pinging dyna.wikimedia.org [185.15.59.224] with 32 bytes of data:
Reply from 185.15.59.224: bytes=32 time=18ms TTL=53
Reply from 185.15.59.224: bytes=32 time=18ms TTL=53
Reply from 185.15.59.224: bytes=32 time=18ms TTL=53
Reply from 185.15.59.224: bytes=32 time=18ms TTL=53

Ping statistics for 185.15.59.224:
    Packets: Sent = 4, Received = 4, Lost = 0 (0% loss),
Approximate round trip times in milli-seconds:
    Minimum = 18ms, Maximum = 18ms, Average = 18ms
```